# Zikaden

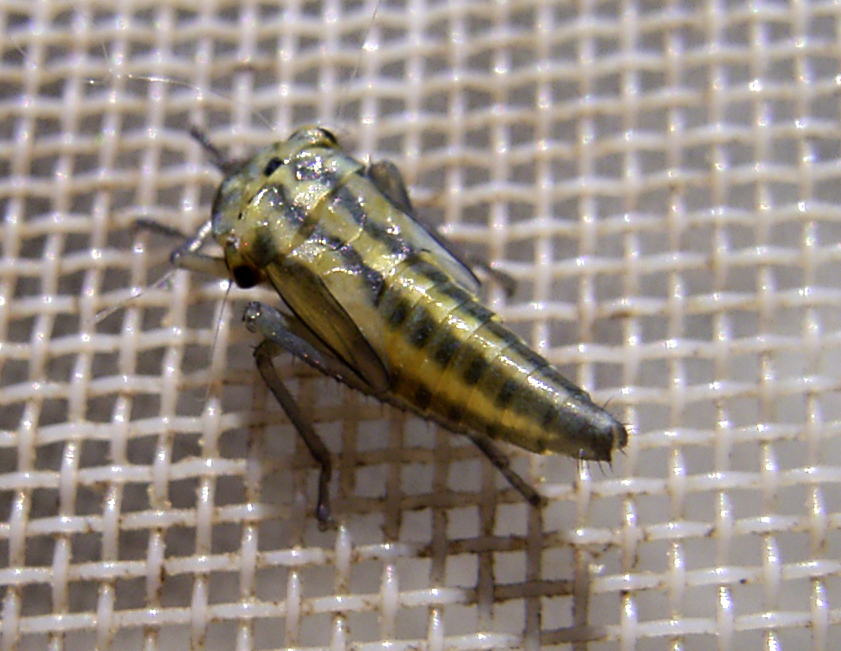
Larve der Binsenschmuckzikade (Cicadella viridis)

Die Zikaden (von lateinisch cicadae „Zikaden, Heimchen, Heuschrecken, locustidae“, auch „Baumgrillen“, laut Georges steht cicada auch für Mannasingzikade; Auchenorrhyncha = Cicadina), auch Zirpen, sind an Pflanzen saugende Insekten und zählen als solche zu den Schnabelkerfen (Hemiptera). Die Zikaden umfassen die Unterordnungen der Rundkopfzikaden (Cicadomorpha) und der Spitzkopfzikaden (Fulgoromorpha). Weltweit sind weit mehr als 45.000 Arten beschrieben, davon 638 aus Deutschland und ca. 1000 Arten unter Hinzunahme benachbarter Regionen.

## Gestalt und Größe

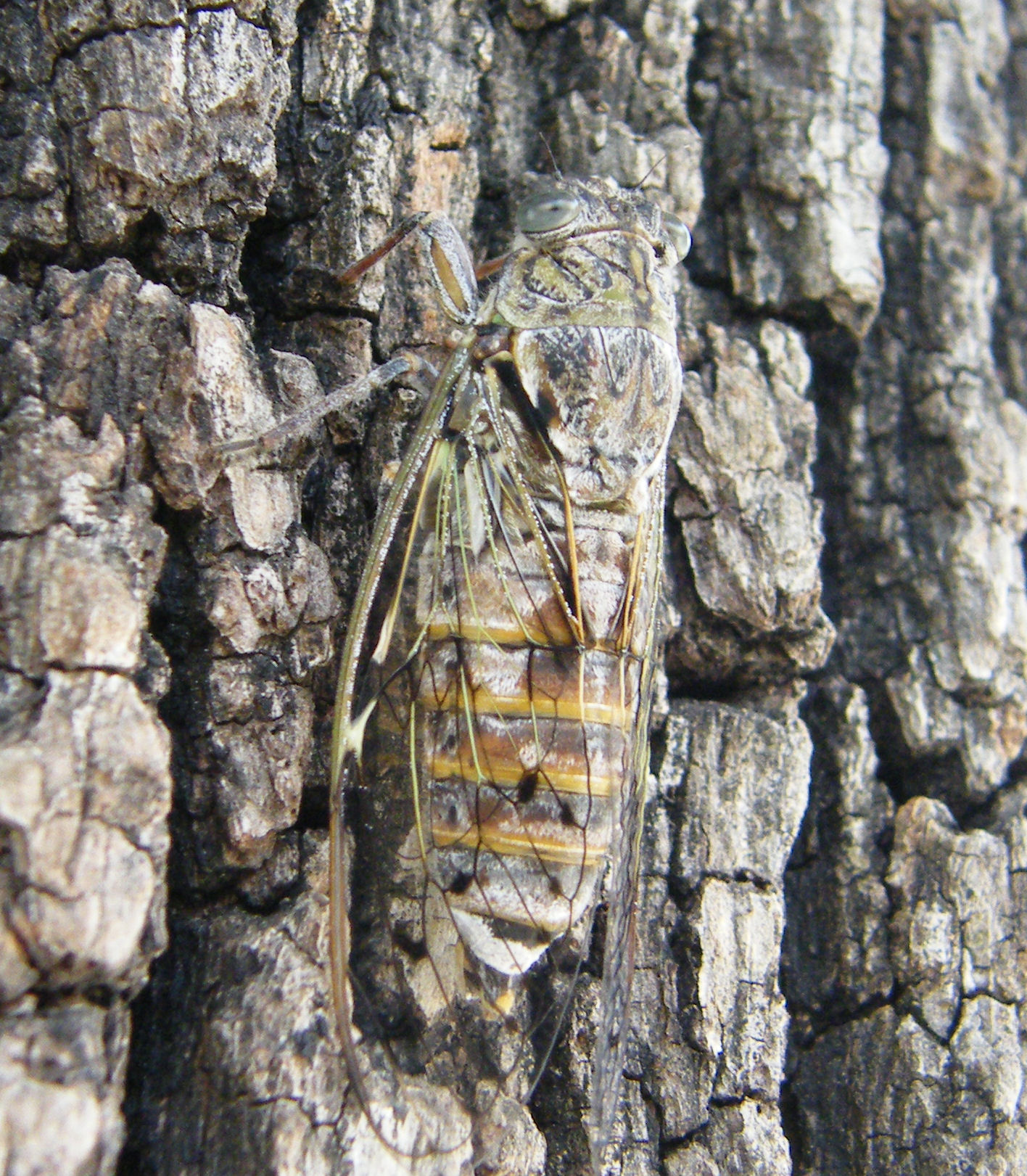
Gut getarnte Singzikade (Cicadidae) auf Baumrinde: Mannazikade (Cicada orni), Kroatien

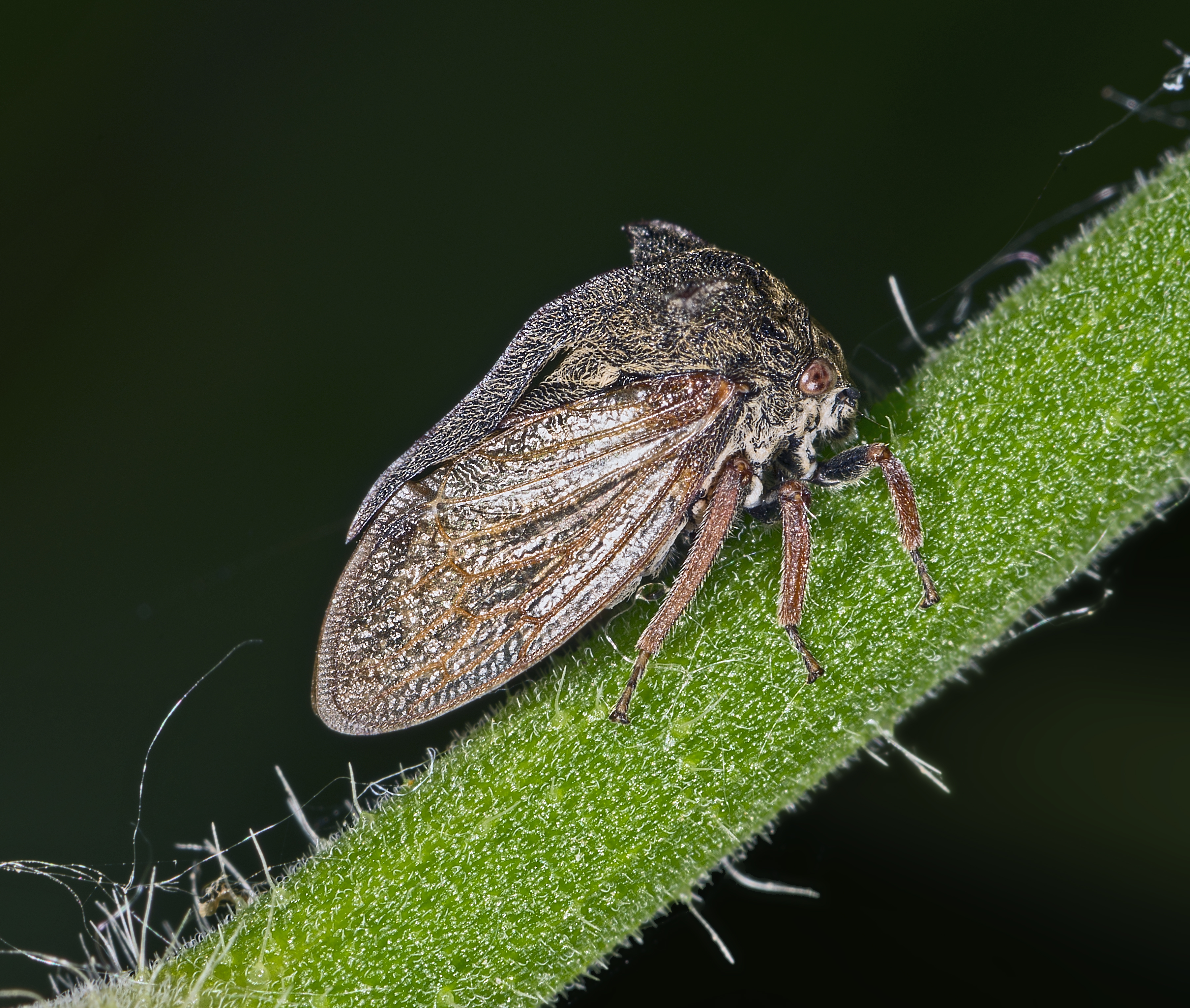
Eine Buckelzirpe (Membracidae): Dornzikade (Centrotus cornutus)

Zikaden sind gekennzeichnet durch eine dachförmige Flügelhaltung, ihre Fühler bestehen aus zwei Basalgliedern und einer fadenförmigen Geißel, und ihr Saugrüssel entspringt an der Unterkante des Kopfes. Die Vorderflügel der Zikaden sind nicht wie etwa bei den Wanzen verhärtet, doch deutlich derber als die Hinterflügel. Die Körperlänge der Tiere beträgt zwischen 1,8 und 38 Millimeter. Die Kaiserzikade (Pomponia imperatoria) kann bis zu 70 Millimeter lang werden und eine Flügelspannweite von maximal 180 Millimetern erreichen. Manche Arten der Unterfamilie der Blattzikaden (Typhlocybinae) sowie manche Spornzikaden (Delphacidae) erreichen nicht einmal 2 Millimeter Körperlänge.
Viele Zikaden sind auffällig gefärbt, und dabei gleichzeitig Tarnungsspezialisten. In ihren Lebensräumen sind sie meist durch ihre Farbgebung hervorragend an ihre Umgebung angepasst. Manche Arten verfügen über kontrastreiche Muster, die den Körperumriss auflösen, dadurch können Fressfeinde sie kaum mehr erkennen. Die Hinterbeine sind generell zu Sprungbeinen umgestaltet, was den meisten Zikaden eine sehr gute Sprungfähigkeit verleiht. Aufgrund dieses Sprungvermögens werden Zikaden nicht selten mit Heuschrecken verwechselt, mit denen sie jedoch nicht verwandt sind. Besonders bizarre Formen weisen Arten der Familie der Buckelzirpen durch verschiedene, teilweise sehr komplexe und ausladende Fortsätze des Halsschildes (Pronotum) auf.
Alle Zikaden verfügen über einen Saugrüssel zur Nahrungsaufnahme. Die Unterlippe (Labium) der Tiere ist als Gleitschiene für die aus den Mandibeln und Maxillen bestehenden Stechdornen ausgebildet. Innerhalb der Lacinien (einem Teil der Maxillen) verläuft ein Kanal, durch den gesaugt werden kann, sowie ein Speichelkanal, durch den Speichel in die Fraßstelle geleitet wird. Teile der Mundhöhle sind bei allen Schnabelkerfen zu einer Saugpumpe umgestaltet.

## Lebensweise

### Ernährung
Zikaden ernähren sich durch das Anstechen und Aussaugen bestimmter Pflanzenteile. Sie sind auf bereits flüssige Nahrung angewiesen. Die meisten Arten saugen speziell an den Leitungsbahnen der Pflanzen mit zuckerreichem Saft (Phloem). Dabei nehmen sie aber deutlich mehr Zucker auf als sie verwerten können. Der überschüssige Zucker wird ausgeschieden. Der sogenannte Honigtau wird vielfach von anderen Insekten aufgenommen. Beispielsweise leben viele Ameisenzikaden (Tettigometridae) und Buckelzikaden (Membracidae, z. B. die Ginsterzikade Gargara genistae) in enger Beziehung mit Ameisen. Auch der Xylemsaft (Wasser und Mineralsalze) oder Blattzellen werden als Nahrungsressource genutzt.
Die meisten Zikadenarten sind auf ganz bestimmte Nährpflanzen beschränkt. Die Gründe hierfür sind in den meisten Fällen noch ungeklärt. Die Breite des genutzten Pflanzenartenspektrums reicht von strenger Monophagie über Oligophagie bis hin zur Polyphagie: Monophage Arten nutzen nur eine Pflanzenart (monophag 1. Grades) oder eine Pflanzengattung (monophag 2. Grades) als Wirtspflanze. Oligophage Zikaden nutzen nur eine Pflanzenfamilie (oligophag 1. Grades) oder maximal zwei Pflanzenfamilien beziehungsweise vier Pflanzengattungen aus maximal vier Familien (oligophag 2. Grades). Polyphage Zikaden sind wenig wählerisch hinsichtlich ihrer Nahrung und nutzen mehrere Pflanzengattungen oder -familien. Bei etlichen Zikadenarten ist die Eingruppierung aber noch unsicher. Als Nahrungsressource nutzen die Fulgoromorpha vorwiegend Gräser, die Cicadomorpha vorwiegend Kräuter und Laubgehölze; wenige Arten nutzen auch Pilzmyzele, Farne und Nadelgehölze.

### Fortbewegung und Ausbreitung
Die häufigste Fortbewegungsart der Zikaden ist das Laufen, die markanteste aber das Springen. Zikaden besitzen speziell ausgebildete Hinterbeine. Schaumzikaden sind dabei die Weltmeister im Hochsprung. Dieses hat der Forscher Malcolm Burrows auf Hochgeschwindigkeitsfotos entdeckt. Im Verhältnis zur eigenen Körperlänge kann kein Lebewesen so hoch springen wie die Schaumzikade. Das Insekt ist einen halben Zentimeter lang und erreicht aus dem Stand heraus 70 Zentimeter Höhe. Die Schaumzikade besitzt wie jedes Insekt drei Beinpaare; Sprungenergie liefert nur das hinterste Paar. In diesen Beinen kann das Tier wie in einem Katapult Spannung aufbauen und dann entladen.
Größere Distanzen werden entweder passiv über Verdriften durch den Wind zurückgelegt – wobei meist keine gerichtete Ausbreitung erfolgt – oder aktiv durch Fliegen überwunden. Die meisten Arten sind flugfähig, sofern es sich um langflügelige Individuen handelt. Bei sehr vielen Zikadenarten ist ein Flügeldimorphismus zu beobachten. Es finden sich langflügelige (makroptere) und kurzflügelige (brachyptere) Formen innerhalb einer Art, oft sogar innerhalb einer Population. Die kurzflügeligen Tiere sind flugunfähig. Offenbar wird über die Umweltqualität in der Larvalentwicklung entschieden, ob flugfähige (gute Nährpflanzenqualität, geringe Besiedlungsdichte) oder flugunfähige Tiere (geringe Nährpflanzenqualität, hohe Besiedlungsdichte) entstehen.

### Fortpflanzung und Entwicklung
Zikaden vermehren sich zweigeschlechtlich, d. h. ein Ei muss befruchtet werden, um zur Entwicklung zu kommen. Die Eier sind in der Regel langgestreckt-oval und mit einer Eischale (Chorion) umgeben, die an bestimmten Stellen Durchtrittstellen für die Spermien haben. Die befruchteten Eier werden teils im Erdboden, teils an oder in Pflanzen abgelegt.  Zikaden vollziehen vom Ei über die Larve ohne Puppenstadium eine unvollständige Verwandlung zum Vollinsekt (Imago); sie sind hemimetabol. Die Entwicklung erfolgt meist über fünf Larvenstadien, wobei die Dauer bei den verschiedenen Arten unterschiedlich sein kann. Manche Arten haben eine, andere zwei oder drei Generationen im Jahr. Bei manchen Arten ist die Anzahl der Generationen auch vom Klima abhängig. Zum Beispiel hat die Spornzikade Nilaparvata lugens in Japan drei, und im wärmeren Südostasien bis zu zwölf Generationen im Jahr, andere Arten brauchen Jahre. In den USA leben zum Beispiel Singzikaden der Gattung Magicicada, die sich nur alle 13 oder 17 Jahre paaren.
Die Wiesenschaumzikade (Philaenus spumarius) und ihre Verwandten erzeugt den sogenannten Kuckucksspeichel. Die aus den im Vorjahr abgelegten Eiern geschlüpften Larven produzieren den „Speichel“ selbst. Es handelt sich dabei um Schaumbläschen, die durch Einblasen von Luft in die eiweißhaltige Kotflüssigkeit der Larven entstehen. Der Schaum schützt die darin sitzende Larve vor Feinden und erhält die für die Weiterentwicklung nötige Feuchtigkeit und Temperatur.

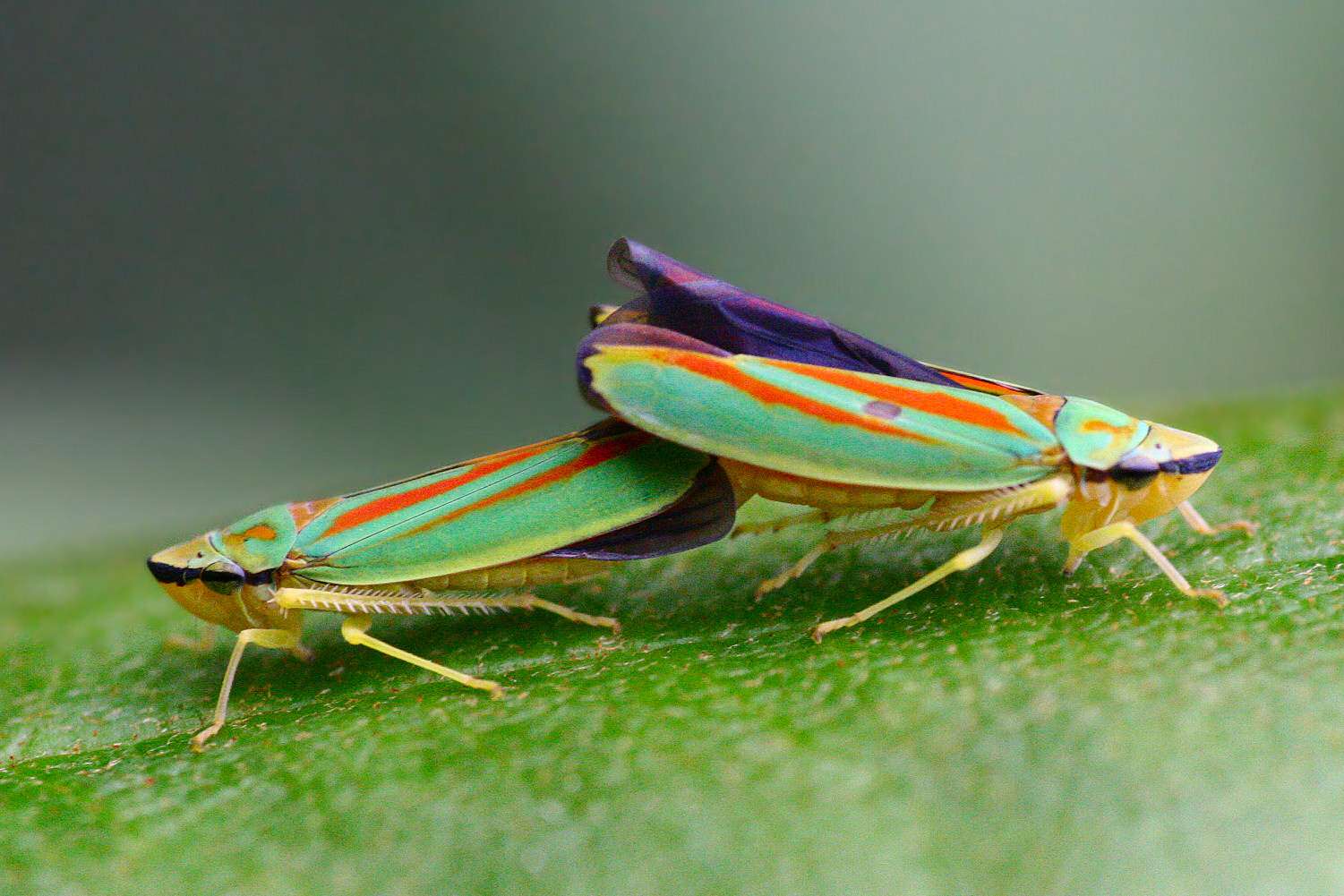
Rhododendronzikaden bei der Paarung
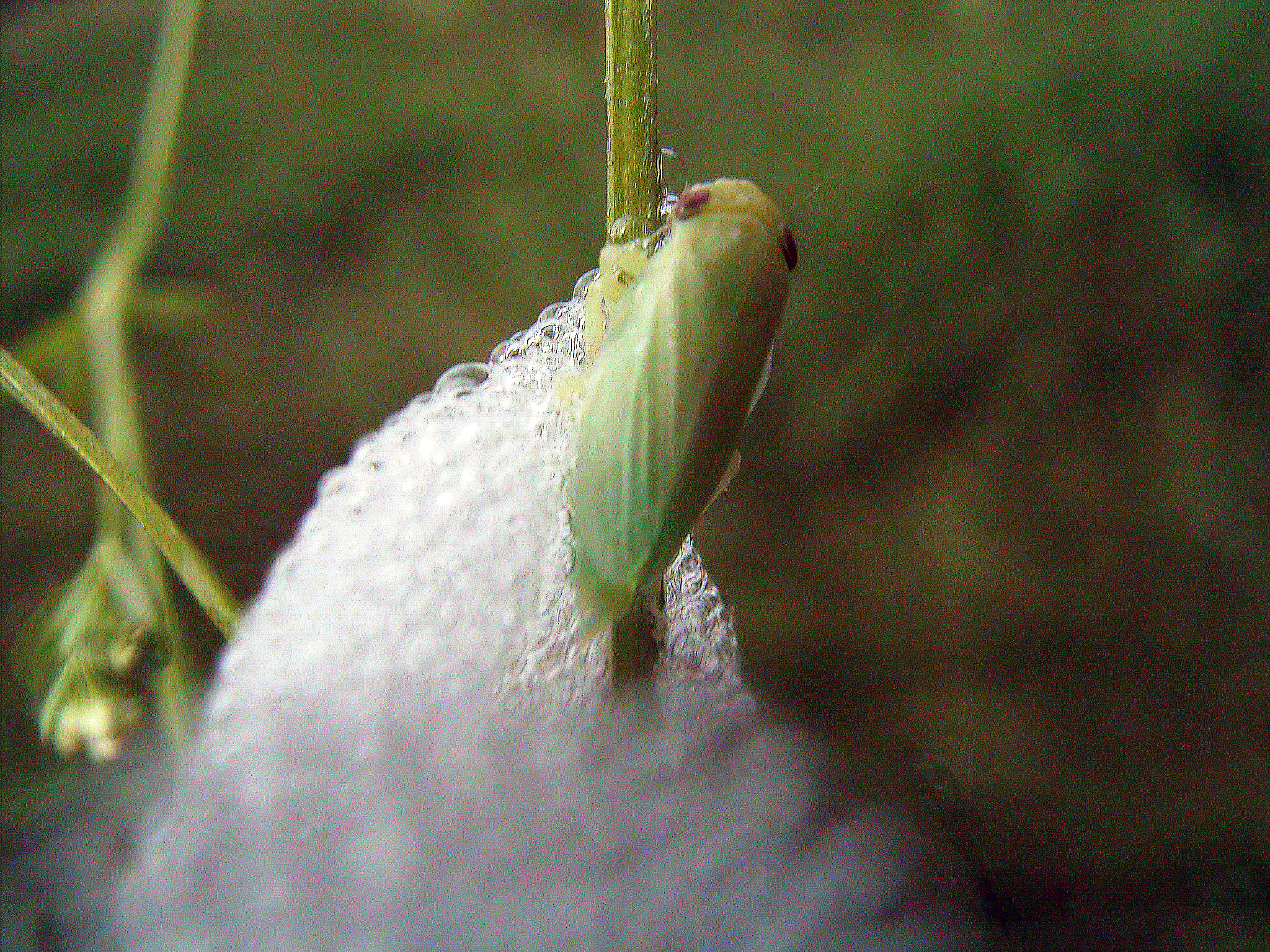
Frisch geschlüpfte adulte Wiesenschaumzikade (Philaenus spumarius) verlässt ihr Schaumnest, um zu trocknen und davonzufliegen.
Eine schlüpfende Zikade im Zeitraffer
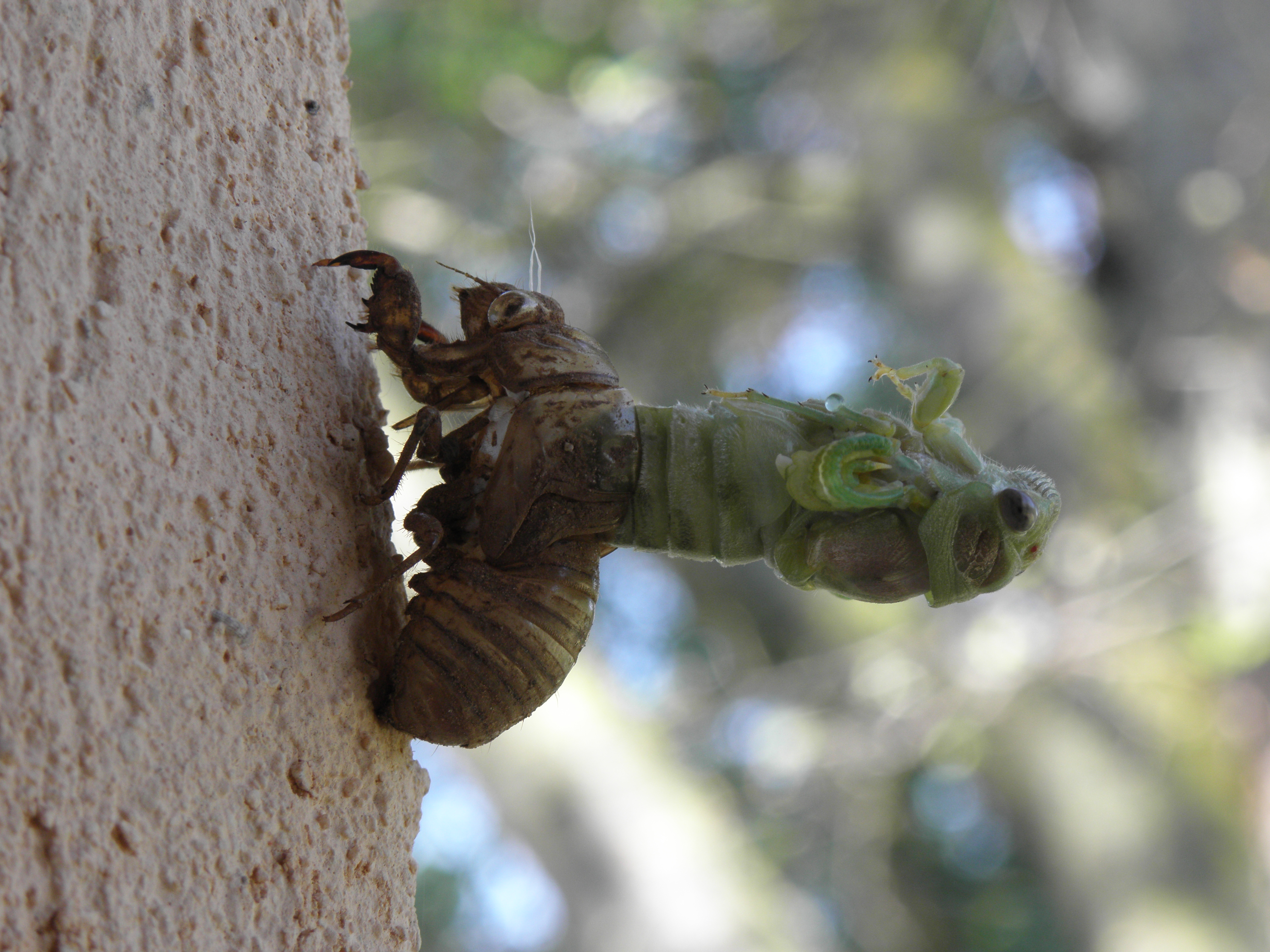
Beginn der Häutung
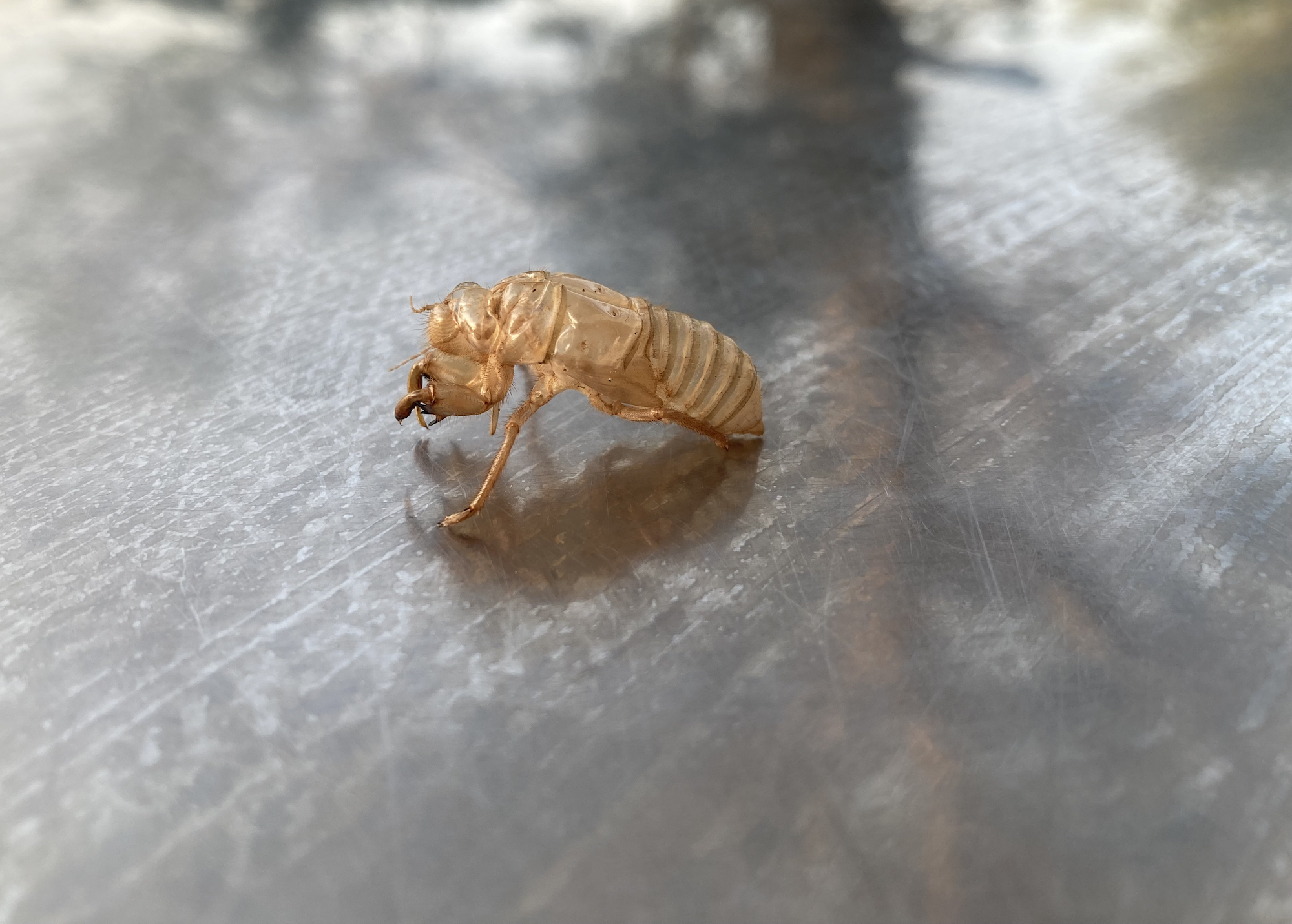
Exuvie (Häutungshemd) einer Singzikade

### Lauterzeugung und Sinne

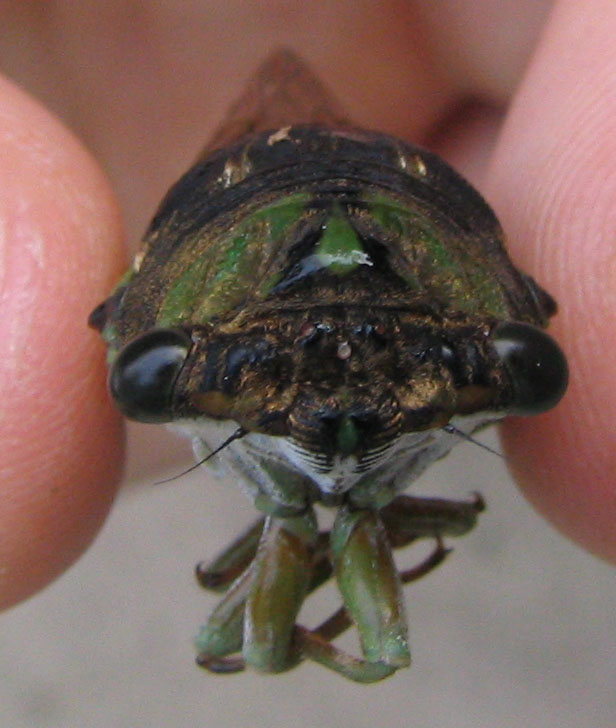
Kopf einer Singzikade, gut sichtbar die Facettenaugen und Fühler

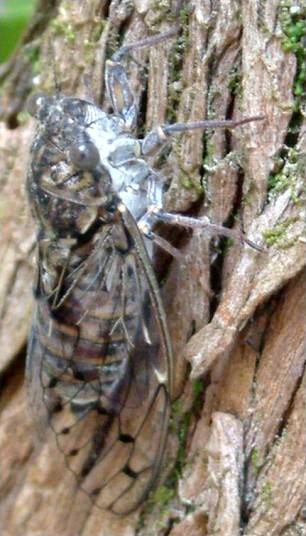
Mannazikade (Cicada orni) auf einem Pinienstamm und

Obwohl alle Zikadenarten Schall- bzw. Erschütterungswellen zur Kommunikation von sich geben, sind nur die Singzikaden in der Lage, von Menschen hörbare Laute zu produzieren. Hierzu besitzen sie ein eigenes Organ, das „Trommelorgan“ (Tymbal) am Beginn des Hinterleibs. Durch ansetzende Muskeln (Singmuskel) werden Schallplatten in diesem Organ in Schwingung versetzt. Verdeckt wird das Organ durch einen Deckel, der vom letzten Brustsegment ausgeht, häufig noch zusätzlich durch eine Platte am Organ selbst. Direkt unter dem Singmuskel sorgt ein großer Luftsack für die notwendige Resonanz. Mit Hilfe dieser Organe können Laute im Bereich von 0,5 bis 25 Kilohertz erzeugt werden. Der Gesang der Männchen dient vor allem der Anlockung der Weibchen, er wird jedoch auch zur Festsetzung von Reviergrenzen eingesetzt.
Bei den übrigen Zikaden spielt die Wahrnehmung akustischer Reize über das Medium Luft eine geringere Rolle. Vielmehr sind sie am ganzen Körper mit Rezeptoren ausgestattet, um Luftströmungen, Kontakte mit anderen Lebewesen oder den Pflanzenteilen, auf denen sie sitzen, wahrzunehmen. Wahrscheinlich werden die von den Trommelorganen auf Pflanzenteile übertragenen Vibrationen als sogenannte Substratvibrationen auf diese Weise aufgenommen. Die Orientierung der Zikaden geschieht durch die Aufnahme von Umweltreizen. Ihre Facettenaugen vermögen sowohl Formen als auch Farben zu erkennen und zu unterscheiden. Das ermöglicht ihnen, Verfolger zu bemerken, aber auch gezielt Pflanzen anzufliegen. Sie scheinen sogar die Farbe ihrer Nährpflanzen zu erkennen und auch in der Lage zu sein, den Sitzplatz auf verbergende Gleichfarbigkeit zu beurteilen.

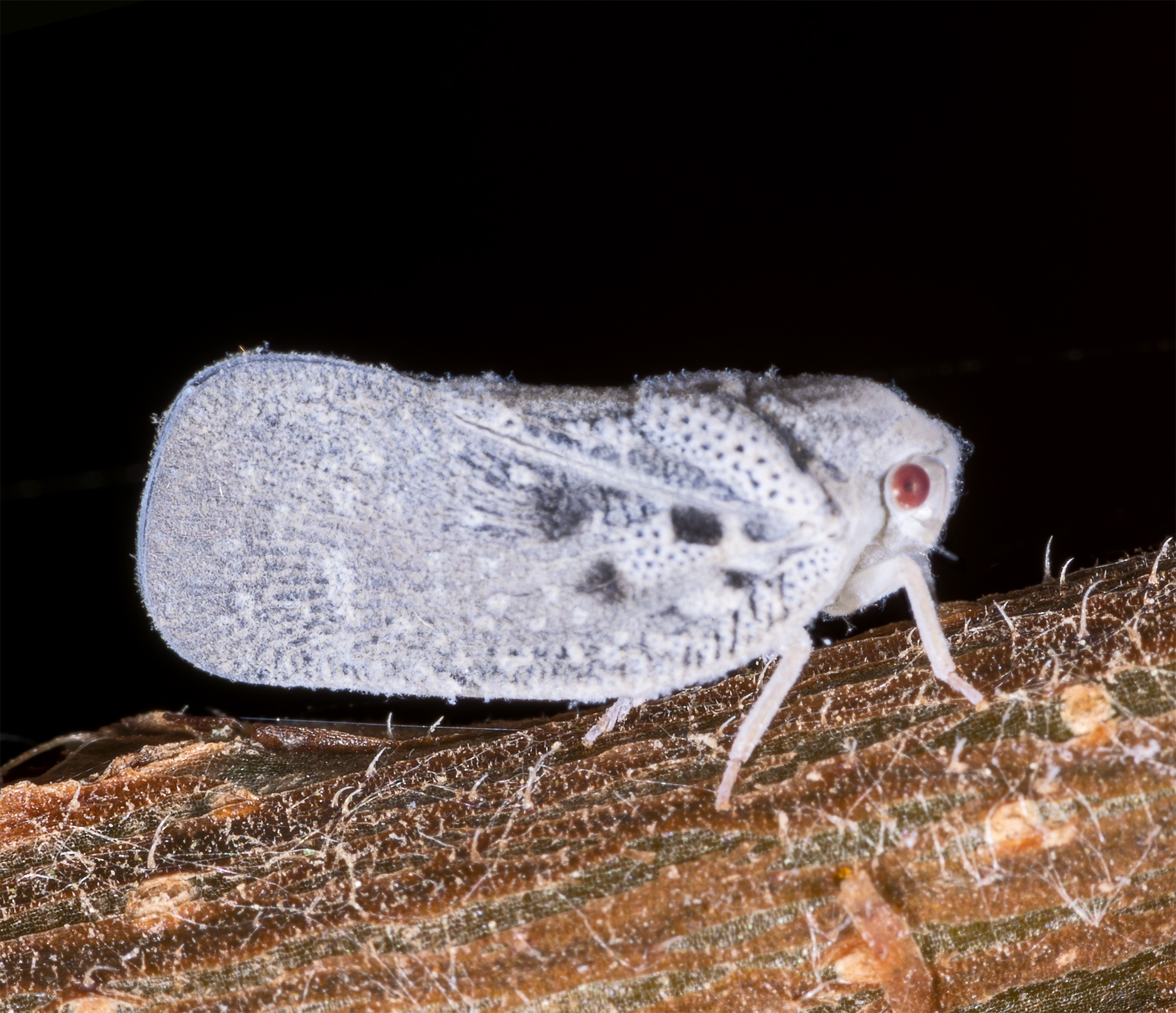
Schmetterlingszikade (Flatidae): Metcalfa pruinosa

## Lebensräume
Zikaden leben weltweit in allen terrestrischen, mit Pflanzen bestandenen Lebensräumen, von den Salzwiesen der Nord- und Ostsee, über die Hochgebirge bis in die Tropen und Subtropen. Sie besiedeln alle Lebensräume vom Gewässerufer bis hin zu Trockenrasen und Wäldern. Neben dem Vorkommen der entsprechenden Wirtspflanze(n) sind weitere Umweltbedingungen wie Mikroklima und die Vegetationsstruktur für die Artenverteilung in Raum und Zeit maßgeblich.

## Feinde und Parasiten

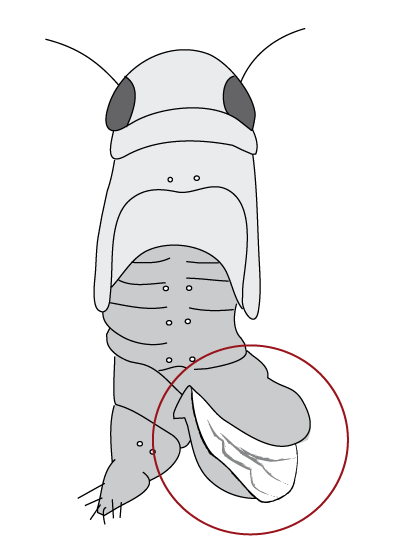
Zikadenlarve mit „Dryiniden-Sack“.

Hauptfeinde der Zikaden sind Spinnen, Raubwanzen, manche Weichwanzen, Ameisen und Vögel. Mehrere Parasiten und Parasitoiden sind bei erwachsenen Zikaden und Larven zu finden: Zikadenwespen (Hymenoptera, Dryinidae), Embolemidae (Hymenoptera), Augenfliegen (Diptera, Pipunculidae) und Fächerflügler (Strepsiptera). Von Zikadenwespen befallene Zikaden sind an einer Ausstülpung, dem „Dryiniden-Säckchen“, erkennbar, die am Körper zwischen den Segmenten des Hinterleibes hervortreten und die Dryiniden-Larven enthalten. Die Larven der Augenfliegen und Fächerflügler entwickeln sich dagegen innerhalb des Körpers der Zikaden. Der Befall der Zikaden durch die verschiedenen Parasiten kann dazu führen, dass die Genitalstrukturen stark verändert werden. Weiterhin können die Eier von Zikaden durch Schlupfwespen (Hymenoptera, Trichogrammatidae und Mymaridae) parasitiert sein.

## Bedeutung und Gefährdung
Die pflanzenfressenden Insekten stellen mit rund 350.000 Arten etwa ein Viertel aller Organismen. Die Konsumenten 1. Ordnung übernehmen eine wichtige Stellung im Wirkungsgefüge des Naturhaushaltes. Als individuenreiche Insektengruppe beeinflussen die Zikaden nicht nur die Zusammensetzung und Dynamik der Vegetation, sondern üben auch als Nahrung für andere Tiere eine wichtige Funktion bei der Ausbildung von komplexen Nahrungsnetzen aus. Dies zeigt die besondere Bedeutung phytophager Insekten und damit auch der Zikaden im Hinblick auf die Funktionsfähigkeit von Biotopen und ganzer Ökosysteme. Gerade die Artenfülle der Zikaden, die Besiedelung nahezu aller terrestrischen Lebensräume, die häufig sehr enge Bindung vieler Arten an bestimmte Lebensräume und Wirtspflanzen sowie die vielfältigen Ansprüche an die Standortverhältnisse in ihrem Lebensraum machen sie besonders für ökologische Fragestellungen wie etwa bezüglich des Zustandes ihres Lebensraumes interessant. Besonders Zikaden weisen vielfach eine ausgeprägte räumliche und zeitliche Sensitivität auf, das heißt, sie reagieren relativ schnell und kleinräumig auf Veränderungen ihres Habitates. Zikaden eignen sich aufgrund dieser Eigenschaften besonders in der Natur- und Landschaftsplanung als sogenannte Zeigertiere bzw. Bioindikatoren. Der Anteil der in der bundesweiten Roten Liste gefährdeter Arten verzeichneten Zikadenarten liegt bei über 50 Prozent. In Deutschland sind 56 Arten vom Aussterben bedroht. Auch die Bestandsdichte vieler Zikadenarten ist innerhalb der letzten Jahrzehnte zurückgegangen. Als konkrete Hauptursachen für den Arten- und Individuenschwund sind zu nennen: Habitatzerstörung, intensive Land- und Forstwirtschaft, Änderung historischer Nutzungsformen und Eingriffe in den Wasserhaushalt.

## Systematik

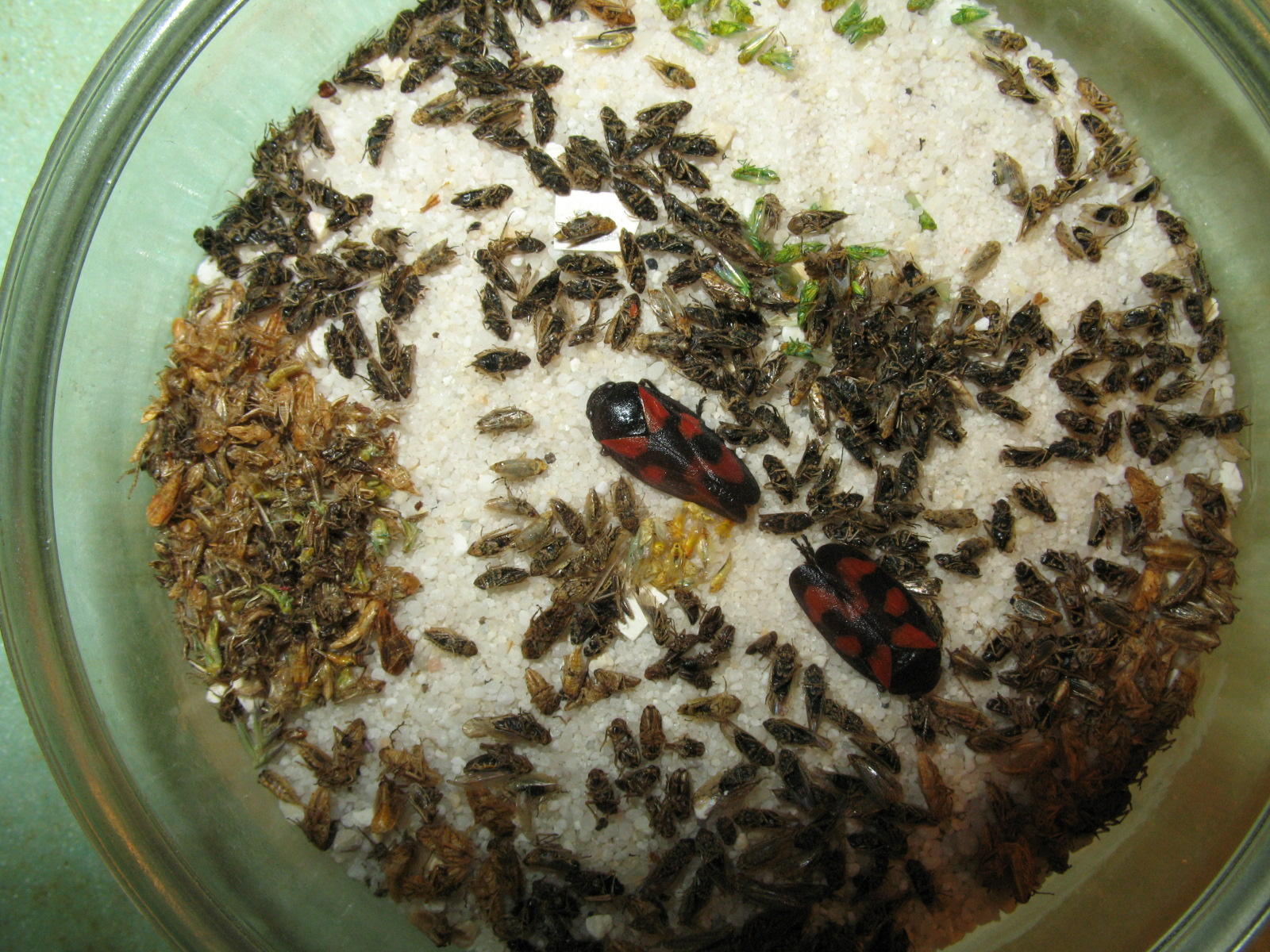
Verschiedene Zikadenarten während der Bestimmung

Zikaden (Auchenorrhyncha = Cicadina) umfassen zwei Großgruppen, die Spitzkopfzikaden (Fulgoromorpha = Archaeorrhyncha) und die Rundkopfzikaden (Cicadomorpha = Clypeorrhyncha). Die Monophylie der Auchenorrhyncha wurde in einigen Arbeiten bezweifelt. In der neuen Arbeit von Cryan und Urban (2012) wurde die Monophylie jedoch wieder bestätigt. Die alte Bezeichnung Homoptera für Zikaden (von lateinisch cicadae) und Pflanzenläuse ist jedenfalls, da diese keine Verwandtschaftsgruppe sind, hinfällig.
Die Hemiptera gliedern sich demnach wie folgt:
- Pflanzenläuse (Sternorrhyncha)
- Zikaden (Auchenorrhyncha)
- Prosorrhyncha oder Heteropterodea
  - Wanzen (Heteroptera)
  - Scheidenschnäbler (Coleorrhyncha)

Dabei sind die Sternorrhyncha die Schwestergruppe eines Taxons Auchenorrhyncha/Heteropterodea. Innerhalb der Heteropterodea sind Heteroptera und Coleorrhyncha Schwestergruppen.

## Unterordnungen

### Spitzkopfzikaden – Fulgoromorpha (Fulgoriformes)

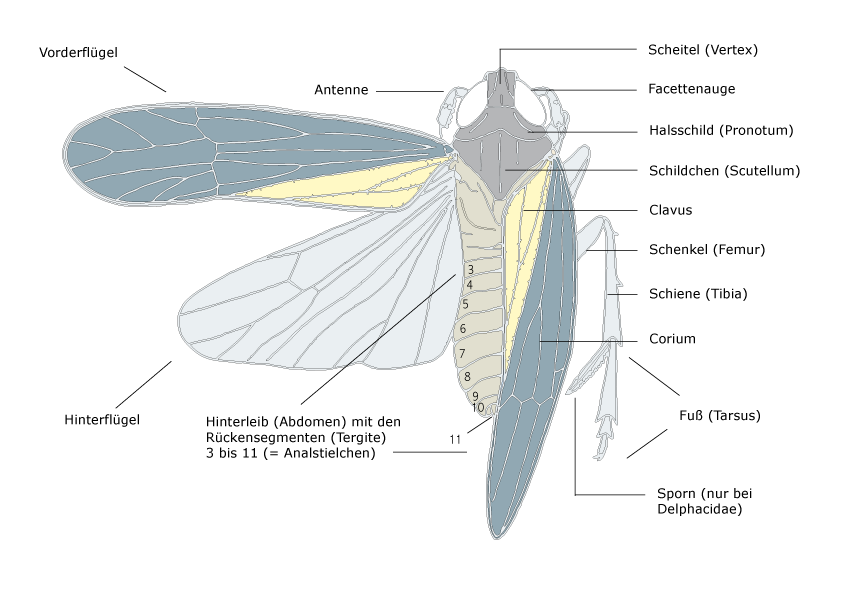
Der Grundbauplan der Fulgoromorpha

Spitzkopfzikaden, auch Laternenträger genannt, unterscheiden sich von den Rundkopfzikaden durch die Form der Antennen und der Hinterhüften, die mit den Brustsegmenten verschmolzen sind. Die prominentesten Vertreter dieser Gruppe sind die in Südamerika beheimateten Laternenträger der Gattung Fulgora mit einer auffälligen Verlängerung der Stirnpartie. Fulgora laternaria ist in Europa besonders durch die Zeichnungen der Maria Sibylla Merian bekannt geworden. Irrtümlich wurde angenommen, dass der hohle Kopffortsatz leuchte, daher der Name. Weltweit sind mehr als 12.900 Arten beschrieben, die 17 bis 21 rezenten Familien zugeordnet werden. Alle diese Familien gehören zur einzigen rezenten Überfamilie Fulguroidea. Die Coleoscytoidea und die Surijokocixioidea sind zwei weitere Überfamilien, deren Mitglieder nur aus Fossilien bekannt sind. In Mitteleuropa kommen Vertreter aus insgesamt 10 Familien vor.
Familien, Unterfamilien und ausgewählte Arten in Mitteleuropa:
- Fulguroidea [[George Willis Kirkaldy|Kirkaldy]], 1907
  - Glasflügelzikaden (Cixiidae [[Massimiliano Spinola|Spinola]], 1839)
    - Cixiinae Spinola, 1839
      - Winden-Glasflügelzikade (Hyalesthes obsoletus Signoret, 1865)

  - Spornzikaden (Delphacidae Leach, 1815)
    - Asiracinae Motschulsky, 1863
      - Schaufel-Spornzikade (Asiraca clavicornis (Fabricius, 1794))

    - Delphacinae Leach, 1815
      - Metadelphax propinqua (Fieber, 1866)
      - Nilaparvata lugens (Stål, 1854)[9]

    - Kelisiinae Wagner, 1963
    - Stenocraninae Wagner, 1963
      - Gestreifte Spornzikade (Stenocranus minutus (Fabricius, 1787))

  - Walzenzikaden (Caliscelidae [[Charles Jean-Baptiste Amyot|Amyot]] & [[Jean-Guillaume Audinet-Serville|Serville]], 1843)
    - Caliscelinae Amyot & Serville, 1843
      - Caliscelis bonellii (Latreille, 1807)

    - Ommatidiotinae Fieber, 1875
      - Moorkäferzikade (Ommatidiotus dissimilis ([[Carl Fredrik Fallén|Fallén]], 1806))

  - Ameisenzikaden (Tettigometridae Germar, 1821)
  - Mottenzikaden (Derbidae Spinola, 1839)
    - Derbinae Spinola, 1839

  - Käferzikaden (Issidae Spinola, 1839)
    - Issinae Spinola, 1839
      - Echte Käferzikade (Issus coleoptratus ([[Johann Christian Fabricius|Fabricius]], 1781))

  - Schmetterlingszikaden (Flatidae Spinola, 1839)
    - Flatinae Spinola, 1839
      - Bläulingszikade (Metcalfa pruinosa (Say, 1830))

  - Rindenzikaden (Achilidae Stål, 1866)
    - Achilinae Stål, 1866

  - Mückenzikaden (Tropiduchidae Stål, 1866)
    - Tropiduchinae Stål, 1866

  - Laternenträger (Dictyopharidae Spinola, 1839)
    - Dictyopharinae Spinola, 1839
      - Europäischer Laternenträger (Dictyophara europaea (Linnaeus, 1767)) (einzige Art dieser Familie in Deutschland)

    - Orgeriinae Fieber, 1872

### Rundkopfzikaden – Cicadomorpha (Cicadiiformes)

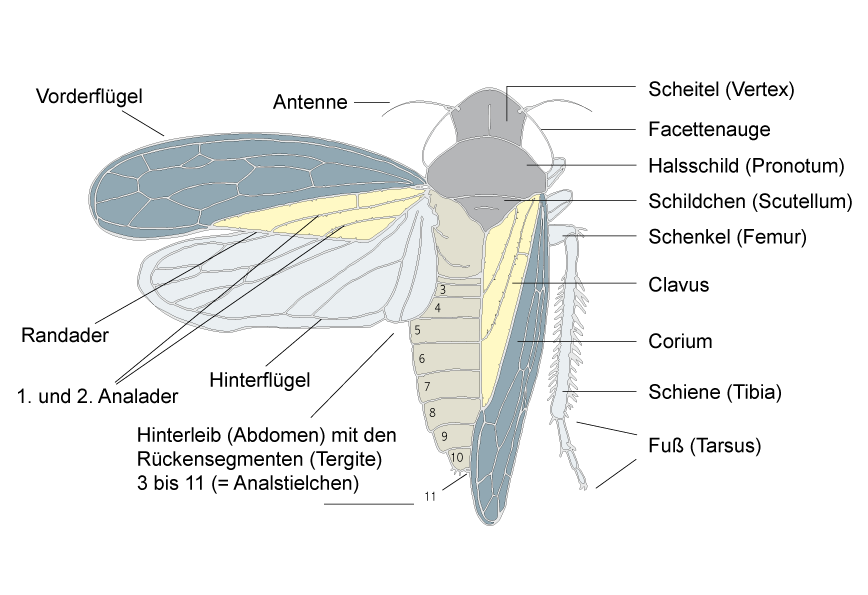
Der Grundbauplan der Cicadomorpha

Die Rundkopfzikaden stellen die größte Gruppe der Zikaden dar. Weltweit sind ca. 35.000 Arten beschrieben, die 11 bis 12 rezenten Familien zugeordnet werden. Diese Familien werden in drei Überfamilien eingeteilt: Membracoidea, Cicadoidea und Cercopoidea. In Europa kommen 10 Familien mit ca. 1344 Arten in 283 Gattungen vor, davon kommen in Mitteleuropa 673 Arten in 203 Gattungen aus 5 Familien vor und in Deutschland sind 5 Familien mit 475 Arten in 166 Gattungen beheimatet.
Familien, Unterfamilien und ausgewählte Arten in Mitteleuropa:
- Membracoidea [[Constantine S. Rafinesque-Schmaltz|Rafinesque]], 1815
  - Buckelzirpen (Membracidae Rafinesque, 1815)
    - Centrotinae [[Charles Jean-Baptiste Amyot|Amyot]] & [[Jean-Guillaume Audinet-Serville|Serville]], 1843
      - Dornzikade (Centrotus cornutus (Linnaeus, 1758))
      - Ginsterzikade (Gargara genistae (Fabricius, 1775))

    - Smiliinae Stål, 1866
      - Büffelzikade (Stictocephala bisonia Kopp & Yonke, 1977)

  - Kleinzikaden (Cicadellidae Latreille, 1825)
    - Dickkopfzikaden (Agalliinae Kirkaldy, 1901)
    - Erdzikaden (Aphrodinae Haupt, 1927)
    - Schmuckzikaden (Cicadellinae Latreille, 1825)
      - Binsenschmuckzikade (Cicadella viridis (Linnaeus, 1758))
      - Rhododendronzikade (Graphocephala fennahi Young, 1977)
      - Wiesenschmuckzikade (Evacanthus interruptus (Linnaeus, 1758))

    - Zirpen (Deltocephalinae Fieber, 1869)
      - Schwarzgrüne Graszirpe (Verdanus abdominalis (Fabricius, 1803))

    - Löffelzikaden (Dorycephalinae Oman, 1943)
    - Hecalinae Distant, 1908
    - Lederzikaden (Iassinae Amyot & Serville, 1843)
    - Winkerzikaden (Idiocerinae Baker, 1915)
    - Ohrzikaden (Ledrinae Kirschbaum, 1868)
      - Ohrzikade (Ledra aurita (Linnaeus, 1758))

    - Maskenzikaden (Makropsinae Evans, 1935)
    - Kappenzikaden (Megophthalminae Kirkaldy, 1906)
    - Mönchszikaden (Penthimiinae Kirschbaum, 1868)
    - Blattzikaden (Typhlocybinae Kirschbaum, 1868)
      - Ligurische Blattzikade (Eupteryx decemnotata Rey, 1891)

    - Narbenzikaden (Ulopinae Le Peletier & Serville, 1825)
- Cicadoidea Westwood, 1840
  - Singzikaden (Cicadidae Latreille, 1802)
    - Cicadinae Latreille, 1802
    - Tibiceninae Van Duzee, 1916 (gehört möglicherweise in die Cicadinae)
    - Cicadettinae Buckton, 1889
      - Magicicada Davis, 1925 „Periodische Zikaden“

    - Tettigadinae Distant, 1905 (Synonym Tibicininae)
- Cercopoidea Evans, 1946
  - Blutzikaden (Cercopidae Leach, 1815)
    - Cercopinae Leach, 1815

  - Schaumzikaden (Aphrophoridae Evans, 1946)
    - Erlenschaumzikade (Aphrophora alni ([[Carl Fredrik Fallén|Fallén]], 1805))
    - Alpenschaumzikade (Aphrophora major Uhler, 1896)
    - Grasschaumzikade (Neophilaenus lineatus (Linnaeus, 1758))
    - Wiesenschaumzikade (Philaenus spumarius (Linnaeus, 1758))